# Flughafen São Tomé

i7
i11
i13
Der Internationale Flughafen São Tomé (IATA-Code: TMS, ICAO-Code: FPST) ist der zivil genutzte Flughafen der Insel São Tomé im Golf von Guinea vor der Küste Westafrikas. Die Insel ist die Hauptinsel des Staates São Tomé und Príncipe.

## Fluggesellschaften und Flugziele
- Afrijet (Libreville, Príncipe)
- Asky Airlines (Lagos, Libreville, Lomé)
- STP Airways (Lissabon, Príncipe)
- TAAG Angola Airlines (Luanda)
- TAP Air Portugal (Accra, Lissabon)

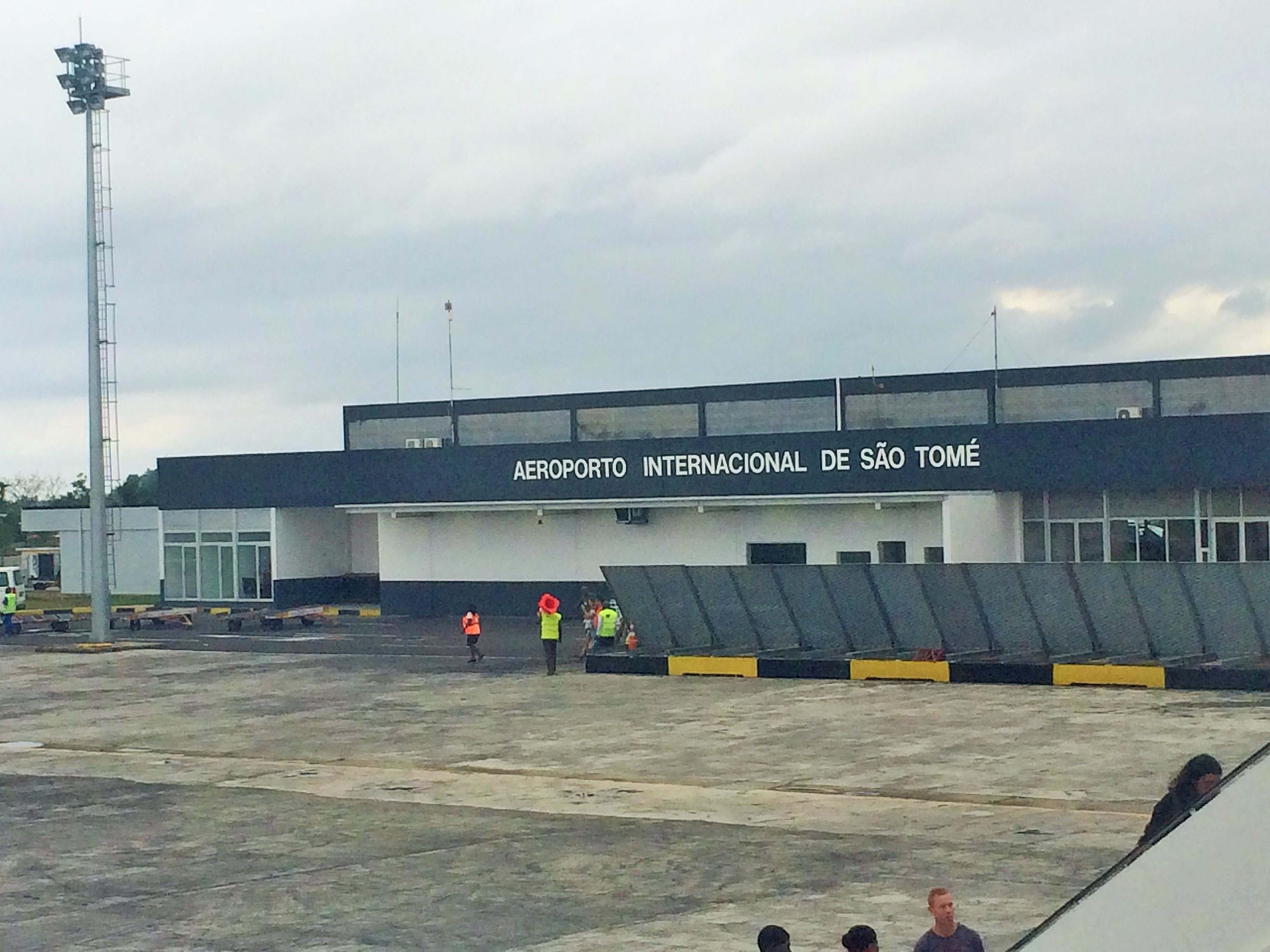
Internationaler Flughafen São Tomé
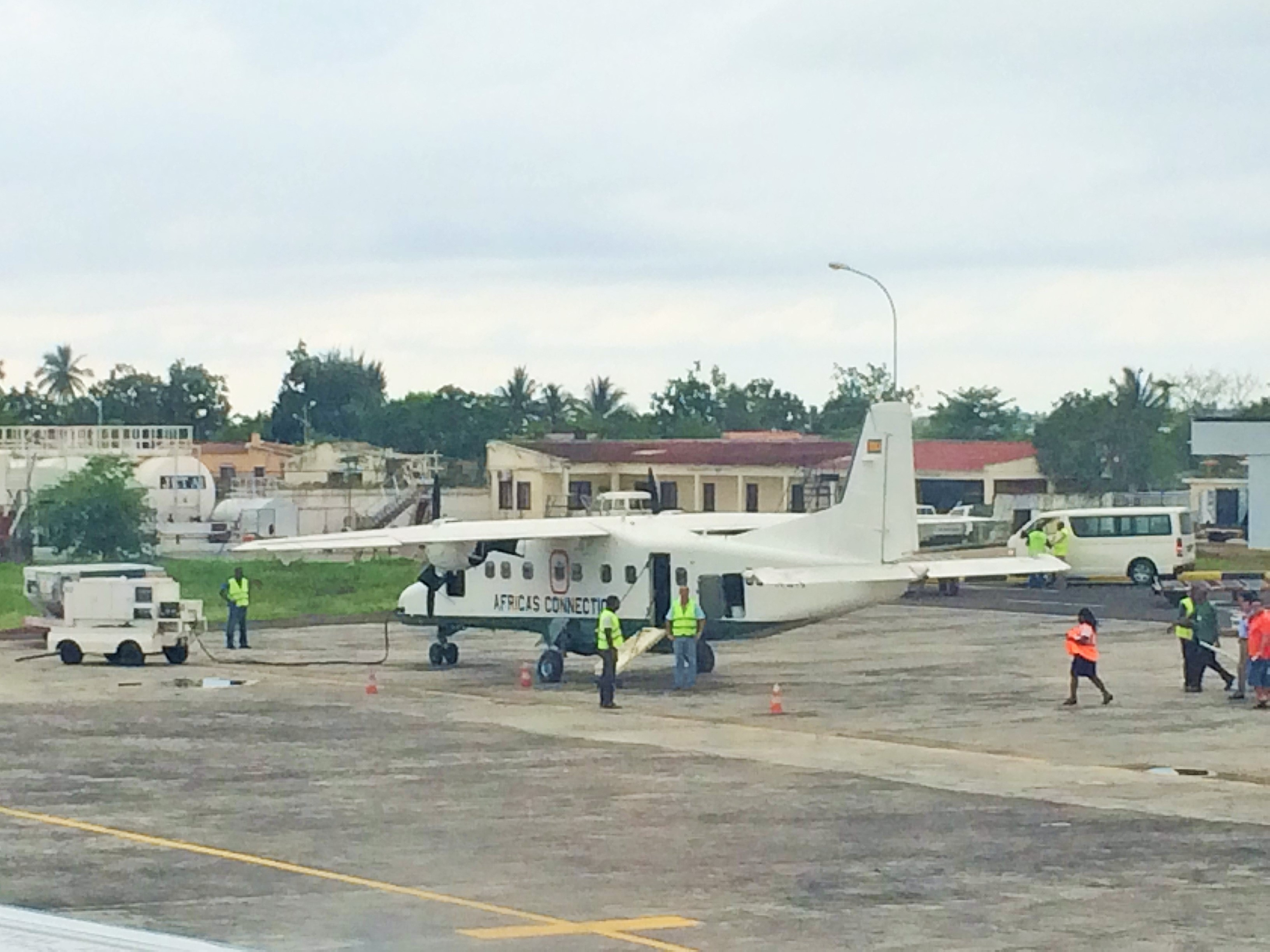
Flughafen
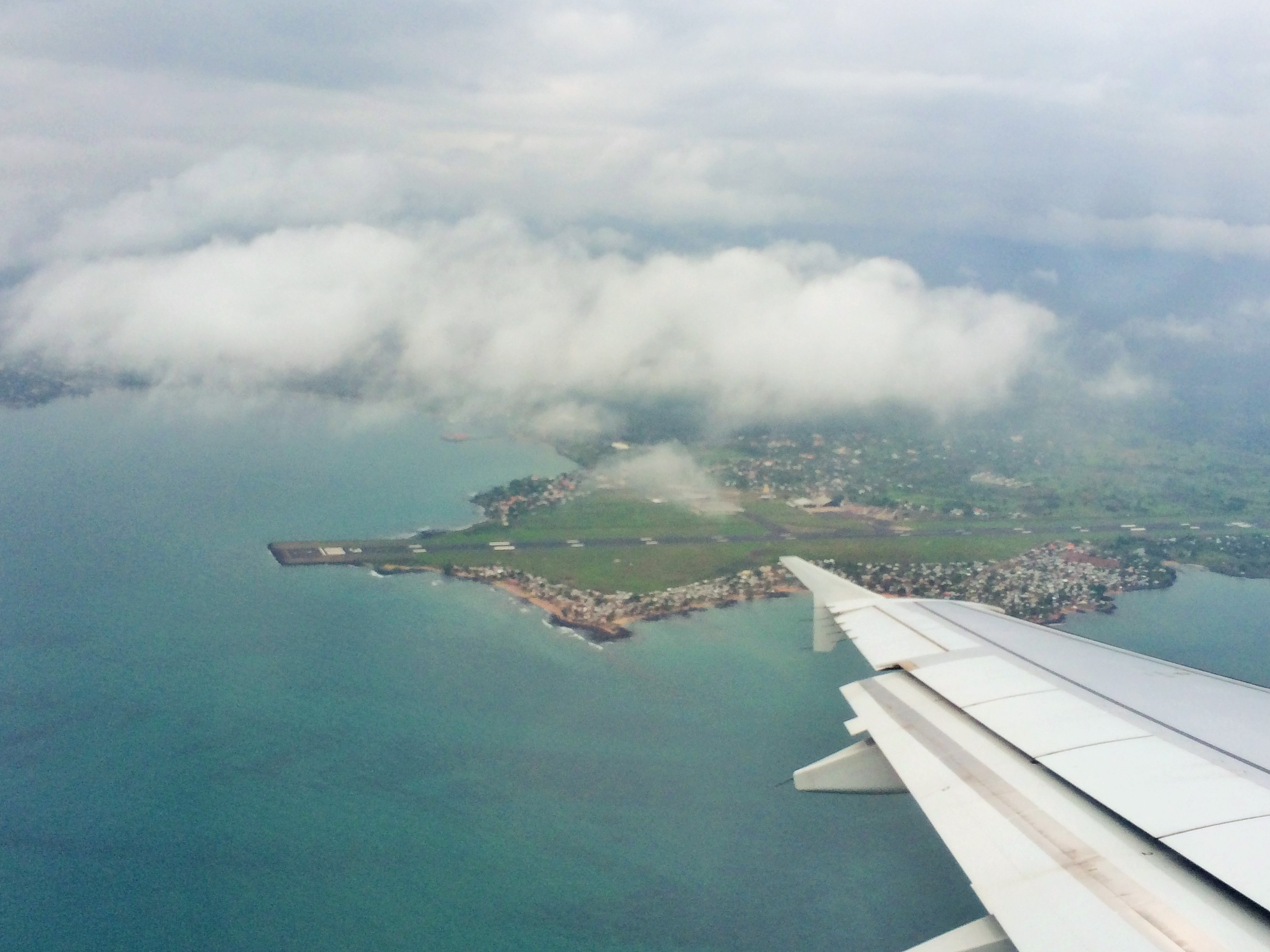
Flughafen aus der Vogelperspektive

## Zwischenfälle
- Am 22. November 1962 flog eine Douglas DC-4/C-54D-10-DC der Portugiesischen Luftstreitkräfte (Luftfahrzeugkennzeichen PAF 7502) beim Start vom Flughafen São Tomé ins Gelände. Von den 37 Insassen kamen 22 ums Leben, alle zehn Besatzungsmitglieder und 12 Passagiere. Der Start der wahrscheinlich überladenen Maschine fand bei starkem Regen statt.[1]

- Am 29. Juli 2017 um ca. 11:00 Ortszeit mussten die Piloten einer Antonow An-74-TK-100 der Cavok Airlines mit dem Luftfahrzeugkennzeichen UR-CKC wegen Vogelschlags den Start vom Flughafen São Tomé abbrechen. Das Flugzeug konnte nicht mehr auf der Startbahn gestoppt werden, rollte eine Böschung herab und kam dort zum Halt. Fünf Besatzungsmitglieder erlitten Verletzungen. Das Flugzeug wurde so schwer beschädigt, dass es nicht mehr repariert wurde.[2][3]